# أوني أي

أوني أي (باليابانية :お兄ちゃんだけど愛さえあれば関係ないよねっ ينطق باليابانية : أوني -تشان داكيدو أي ساي أريبا كانيكي ناي يو ني !، بالعربية : طالما هناك حب لا يهم إذا كان (حبيبي هو) أخي ، أليس كذلك ؟) (بالإنجلزية: ?As Long as There's Love, It Doesn't Matter If He Is My Brother, Right) هي عبارة عن سلسلة روايات خفيفة يابانية من تأليف المانغاكا دايسوكي سوزوكي، ورسم جيكا أورو Gekka Urū. تم نشر هذه السلسلة بواسطة شركة ميديا فيكتوري Media Factory في الفترة بين ديسمبر 2010 حتي في 25 يناير 2019 مع إصدار 12 مجلداً. بيحث تم إنتاج سلسلتان من المانجا، كلتاهما تنشران في مجلة هزلية شهرية تصدر عن شركة Media Factory تسمي كوميك ألايف الشهرية. تم إنتاج أنمي علي أساس الرواية والمانغا من إنتاج أستديو سيلفر لينك وتم عرضه في اليابان في الفترة بين 5 أكتوبر 2012 حتي 21 ديسمبر 2012. 

## القصة
بعد ستة سنوات من العيش بعيدًا عن بعضهما بسبب وفاة والديهم، شاء القدر مرة أخري أن يتم لم شمل التوأمين أكيتو وأكيكو هيمنوكوجي فعندما رغب أكيتو في العيش كفرد من العائلة مرة أخرى. على الرغم من أن الأمور أصبحت جيدة في البداية، إلا أن الرياح أتت بما لا تشتهي السفن حيث أن أكيكو شيقته بدأت في التعبير عن حبها الملتهب نحو أخيها الأكبر بطريقة خاطئة لكن بالنسبة لأكيتو هو الذي لا يعتبرها سوى أخته الصغيرة. تصبح الأمور أكثر تعقيدًا بالنسبة لها عند انتقال المزيد من الفتيات مع أقربائهم.

## الشخصيات
أكيتو هيمنوكوجي (باليابانية :姫小路 秋人 ينطق باليابانية : هيمنوكوجي أكيتو)
أداء صوتي: ريوتا أوساكا
أكيتو هو بطل الرواية هو طالب في المدرسة الثانوية بحيث تم نقله مؤخرًا إلى مدرسة سانت ليليانا الثانوية حيث تم وضعه في الفصل 2 أ. مع أخته التوأم، التي انفصل عنها لمدة ست سنوات، يتمتع أكيتو بشخصية مسترخية ويأمل أن يعيش حياة طبيعية هادئة، لكنه سيعمل بكل قوته لتحقيق هدفه. بدأ يعتني بأخته الصغيرة جيداً عندما كانا صغار، ولكن عندما تُوفي والداهما، تم فصل الأشقاء. بعد ست سنوات، انتقل من منزل آل تاكانوميا (الأشخاص الذين تبنوه بعد انفصاله عن أخته أكيكو) للعيش بمفرده ولكن القدر شاء بأن يجمعهما بعد غياب فتمكّن أخيرًا من لم شمله مع أخته، فقط عندما علمت أكيكو أن لديها شقيق قد أصبحت الحالة أكثر تعقيداً عندما تم فصلها. تم الكشف لاحقًا عن أنه قد تم تبنيه بالفعل من قبل والديه السابقين، وبالتالي ليس له علاقة بالدم مع أخته، لكنه اختار أن يبقي هذا سراً، وخاصةً منها. يحب أن يضايق أكيكو ويراقب الآخرين يضايقوها. حتي يقوم أكيتو بحماية أكيكو تمامًا، وغالبًا ما يعلق الناس من حوله على أن علاقة أكيتو بأخته تتطور علي نحو خطير، على الرغم من أنه يصر على أنه يرى أنها أخته الصغيرة فقط. لقد اكتسب رزقه سراً من خلال كتابة روايات شهيرة لزاوج أخ من اخته زوج المحارم تحت اسم القلم "Kōichirō Shindo"، التي تحظى بشعبية كبيرة حتي قبل أن يبدأ الأشقاء في ان يعيشون معاً. يستخدم علاقته مع أخته كمصدر إلهام لرواياته، مع أن أسماء الشخصيات تشبه إلى حد كبير أسماءهم. تم إعطاؤه وظيفة مجلس الطلاب «نائب مساعد وكيل الأمين» حتى تتمكن الفتيات في المجلس من قضاء المزيد من الوقت معه. حيث ان أراشي بسعادة الموقف تدعوه بانه حبيبها من تحت الأرض أو عبدها الجنسي؛ من الناحية الفنية، فهو مساعد أكيكو، سكرتيرة مجلس الطلاب.
أكيكو هيمينوكوجي (باليابانية : 姫小路 秋子 ينطق باليابانية : هيمينوكوجي أكيكو)
أداء صوتي: إيبوكي كيدو
أكيكو هي طالبة في مدرسة ثانوية التي تدعي سانت ليليانا في الصف الثاني الثانوي. أكيكو هي أخت أكيتو الصغري، وتمتاز بأنها فتاة جميلة جدًا ومهذبة وذات أخلاق عالية.عندما تم تبني أكيتو من قبل عائلة أريسوغاوا انفصلت هي وأكيتو بعد وفاة والديهم. كان لديها أشتياق شديد التعقيد نحو اخيها، وبحيث كانت تبذل قصارى جهدها لإغواء أكيتو. وهي فخورة جدًا بأنها تداعب شقيقها بهذه الطريقة ولا تبذل أي جهد لإخفاء هذه المشاعر. في نفس الوقت تنكر أن شقيقها بدوره لديه نفس المشاعر تجاهها لدي أكيكو حياة آخري فهي سكرتيرة مجلس طلاب الخاص بمدرسة ثانوية سانت ليليانا ولا تحب ذلك عندما يتفاعل أكيتو مع أعضاء مجلس الطلاب الآخرين من الفتيات. لا تعرف أن أكيتو لاتربطه بها علاقة بالدم وتعتقد أنها توأمه. ومع ذلك إنها من محبي رواية كيتشيرو شيندو، وتتمنى أن يكون شقيقها عدوانيًا مثل الأخ في رواية كيتشيرو شيندو. لم تلاحظ أن بداية روايته مبنية على علاقتها ولا تعرف أن كيتشيرو شيندو هو في الواقع شقيقها أكيتو.
انستازيا ناسوهارا (باليابانية : 那須原 アナスタシア ينطق باليابانية : ناسوهارا اناسوتاشيا)
أداء صوتي: مينوري تشيهارا
أنستازيا هي طالبة في الصف الثاني الثانوي من مدرسة سانت ليليانا الثانوية وهي نائبة رئيس مجلس الطلاب. هي ابنة مالك شركة ناسوهارا وهي تعد شركة عالمية. أناستازيا نصف روسية ونصف أمريكية شقراء. لديها شخصية باردة وغالبًا ما تسأل أسئلة غريبة، على سبيل المثال، تسأل أكيتو إذا كان صبيًا كرزيًا cherry boy (أي يعني انه لم يدخل في أي علاقة جنسية مسبقاُ) عندما التقيا لأول مرة. إنها منافسة أكيكو وتفخر بفوزها قليلاً في كل شيء تقريبًا، بما في ذلك الطول والدرجات وحجم الثدي والمرتبة خلال انتخابات ميس سانت ليليانا الثانوية ومجلس الطلاب. ومع ذلك، فهي سيئة للغاية في الأعمال المنزلية بسبب تربيتها في عائلة ثرية، لدرجة أنها سوف تعترف بكل سرور انها تحاول الهرب من القيام بهذه المهام. تحب أيضًا الأشياء اللطيفة، ولا تحتفظ بالكثير من الدمي المحشوة في غرفتها فحسب، بل تحب أيضًا اللعب مع أريسا Arisa. على الرغم من كونها منافسة أكيكو، إلا أنها تعيش مع أكيتو وتعترفت عليها في أول يوم له في المدرسة. لم يكن لدى أكيتو فرصة للإجابة عليها بسبب الوضع الفوضوي الذي أحدثه الاعتراف. بحيث تطالب أكيتو يدعوها بـ (آنا)، لكنها تضايقه كلما تفعل ذلك (لأن كلمة آنا (穴) تعني ثقب /حفرة في اليابانية).
جينبي هارومي ساواتاري (باليابانية : 猿渡 銀兵衛 春臣 ينطق باليابانية : ساوتاري جينبي هارومي)
أداء صوتي: أسامي شيمودا
جينبي هي صديقة طفولة اكيتو. على الرغم من اسمها صبياني وتتحدث بطريقة صبيانية إلا إن جينبي في الاصل فتاة ولها مشاعر سرية تجاه أكيتو. بسبب تقاليد عائلتها التجارية، نشأت كصبي ولم يُسمح لها بالعمل بنفسها، حيث كانت تعيش فقط على الدعم المالي الذي تتلقاه من قبل عائلتها. انتقلت بعد ذلك إلى مدرسة سانت ليليانا الثانوية (لتكون أقرب إلى أكيتو) وأصبحت محاسبةً لمجلس الطلاب. على الرغم من انتقالها للمدرسة وهذا لتتبعه، فإن أكيتو غالباً ما يشير إليها باعتبارها صديقته المفضلة (بشكل عادي) فهو لا يبادلها أي مشاعر أكثر من الصداقة وهذا الأمر الذي يخيب أملها بشدة. لديها عادة من التمتمة عن جهل أكيتو كلما كان يغفل مشاعرها.
أراشي نيكايدو (باليابانية : 二階堂 嵐 ينطق باليابانية : نيكايدو أراشي)
أداء صوتي: إيري كيتامورا
تُعد أراشي بأنها طالبة في الصف الثالث في مدرسة الثانوية التي تدعي سانت ليليانا وهي رئيسة مجلس الطلاب شعرها علي شكل ذيل حصان ولديها صبغة غير متجانسة، وغالبًا ما تري وهي ترتدي رقعة عين فوق عينها اليمنى. وغالبًا ما تُرى وهي تحمل سيف كاتانا حقيقي.و تنال أفضل الدرجات بين طلاب السنة الثالثة وهي رائدة قوية، ليس فقط قادرة على التعامل مع معظم واجبات مجلس الطلاب بنفسها، ولكن أيضًا لديها القدرة علي السيطرة على معظم أنشطة المدرسة. إنها ذات ميول أزداوجية وعنيفة جنسيا للغاية، مدعية أنها قد حصلت على أكثر من 30 شخص كعشاق، وبالتالي اكتسبت لقب «المفترسة The Predator». ومع ذلك، في وقت لاحق من القصة قررت أن تنفصل بهدوء مع عشاقها من أجل ان يظل مجلس الطلاب تحت سيطرتها ويصبحوا الحريم الخاصين بها.و لديها أيضا عادة للإشارة إلى أكيتو بانه اما حبيبها من تحت الأرض أو العبد الجنسي الخاص بها. فهي في الواقع ابنة عم أكيتو من قبل تبنيه من قبل والدي أكيكو، وهي تدرك أن أكيتو تبنته عائلتها. وهي أيضًا الوحيدة في مجلس الطلاب التي تعرف أن أكيتو هو كيتشيرو شيندو نفسه.
أريسا تاكانوميا (鷹ノ宮 ありさ ينطق باليابانية : تاكانوميا أليسا)
أداء صوتي: سومير موروهوشي
هي أبنة عائلة أكيتو الثانية بالتبني وكذلك خطيبته. أريسا هي فتاة عبقرية. على الرغم من أن عمرها 12 عامًا فقط، فقد تخرجت بالفعل من جامعة مشهورة، وتم نشر أطروحتها في مجلة مشهورة. انها جيدة جدا في الأعمال المنزلية. في نهاية الرواية الرابعة، تنتقل مع أعضاء مجلس الطلاب. بينما يقول معظم أعضاء مجلس الطلاب أن خطبتها لاكيتو لا تحسب بسبب سنها الصغير، فإن أكيكو تعتبرها منافستها علي حب أكيتو. ومع ذلك، بعد الجدال حول أي منهما أفضل بالنسبة لأكيتو، قرر الاثنان العمل معًا كما لاحظا أن أكيتو يرى كلاهما شقيقتيه أكثر من مبادلة كل منهما مشاعر الحب المحتملة. لديها عادة من الصمت وإظهار عواطفها على وجهها عندما تشعر بالضيق، وهي لطيفة حتى أن الأشخاص الذين يرون أنه لا يمكنهم مقاومة رغباتها وارادتها.
كاوروكو جينو (باليابانية : 神野 薫子 تنطق باليابانية : جينو كاوروكو)
أداء صوتي: ميغومي تاكاموتو
كاوروكو هي المحرر الشخصي لـمجلة كويتشرو شيندو وهي تشعر بالقلق من أن اكيتو لديه بعض المشاكل في مشاعره تجاه اخته والتي تحاول إصلاحها له.

## وسائل الإعلام

### رواية خفيفة
بدأت أوني أي كسلسلة روايات خفيفة يابانية من تأليف المانغاكا دايسوكي سوزوكي، من رسوم جيكا أورو . تم نشر السلسلة بواسطة شركة ميديا فاكتوري Media Factory عن طريق شركة الأنتاج خاصتهم MF Bunko J . بحيث تم إصدار المجلد الأول للسلسلة في 21 ديسمبر 2010،  وحتى 25 مارس 2014، كان هناك 11 مجلدا. تم إصدار قرص دراما مدمج مع الإصدار المحدود من المجلد السابع، الذي نشر في 22 سبتمبر 2012.
| ترتيب المجلدات | تاريخ اصدار المجلد | الرقم الدولي للكتاب | الرقم الدولي للكتاب    |
| -------------- | ------------------ | ------------------- | ---------------------- |
| 1              | 21 ديسمبر 2010     | 21 ديسمبر 2010      | ISBN 978-4-8401-3676-1 |
| 2              | 22 مارس 2011       | 22 مارس 2011        | ISBN 978-4-8401-3855-0 |
| 3              | 23 يونيو 2011      | 23 يونيو 2011       | ISBN 978-4-8401-3941-0 |
| 4              | 22 أكتوبر 2011     | 22 أكتوبر 2011      | ISBN 978-4-8401-4268-7 |
| 5              | 23 فبراير 2012     | 23 فبراير 2012      | ISBN 978-4-8401-4389-9 |
| 6              | 24 مايو 2012       | 24 مايو 2012        | ISBN 978-4-8401-4581-7 |
| 7              | 22 سبتمبر 2012     | 22 سبتمبر 2012      | ISBN 978-4-8401-4815-3 |
| 8              | 24 أكتوبر 2012     | 24 أكتوبر 2012      | ISBN 978-4-8401-4846-7 |
| 9              | 22 مارس 2013       | 22 مارس 2013        | ISBN 978-4-8401-5136-8 |
| 10             | 21 سبتمبر 2013     | 21 سبتمبر 2013      | ISBN 978-4-8401-5419-2 |
| 11             | 22 مارس 2014       | 22 مارس 2014        | ISBN 978-4-04-066387-6 |
| 12             | 25 يناير 2019      | 25 يناير 2019       | ISBN 978-4-04-065385-3 |

### المانجا
سلسلة المانجا من تأليف كورو روكوشو بحيث نشر المانغا لأول مرة في عدد ديسمبر عام 2011 من مجلة ميديا فاكتوري مجلة مانغا السينن كوميك ألايف الشهرية . بحيث تم إصدار السلسلة أيضًا في 7 مجلدات، في الفترة بين 23 فبراير 2012  وحتي 23 مايو 2014.
المانغا الأولي
| ترتيب المجلد | تاريخ اصدار المانغا | رقم دولي معياري للكتاب | الظهور لاول مرة                                                                                          |
| ------------ | ------------------- | ---------------------- | --- |
| 1            | 23 فبراير 2012      | ISBN 978-4-8401-4415-5 | مجلة كوميك الايف اعداد نوفمبر 2011 - فبراير 2012                                                         |
| 2            | 23 مايو 2012        | ISBN 978-4-8401-4466-7 | مجلة كوميك الايف أعداد مارس - يونيو 2012                                                                 |
| 3            | 21 سبتمبر 2012      | ISBN 978-4-8401-4724-8 | مجلة كوميك الايف اعداد يوليو - أكتوبر 2012                                                               |
| 4            | 23 مارس 2013        | ISBN 978-4-8401-5029-3 | مجلة كوميك الايف اعداد نوفمبر 2012 - مارس 2013 متضمن ألايف كوميكس " مقطتفات رسمية كوميك مع بعض الاصدقاء" |
| 5            | 23 أكتوبر 2013      | ISBN 978-4-8401-5338-6 | مجلة كوميك الايف اعداد مايو - نوفمبر 2013                                                                |
| 6            | 23 مايو 2014        | ISBN 978-4-04-066558-0 | مجلة كوميك الايف اعداد ديسمبر 2013 - يونيو 2014                                                          |
| 7            | 23 يونيو 2015       | ISBN 978-4-04-067286-1 | مجلة كوميك الايف اعداد يوليو 2014 - يوليو 2015                                                           |

و تم نشر سلسلة مانغا من تأليف أكيرا يماني، بعنوان ساكيجاكي : أوني -تشان داكيدو اي ساي أريبا كانكي يو ني! (魁!! お兄ちゃんだけど愛さえあれば関係ないよねっ) ونُشرت أيضا في مجلة ميديا فاكتوري مجلة مانغا السينن كوميك ألايف الشهرية في الفترة بين يوليو 2012 وحتي مارس 2013. بحيث تم إصدار المجلد الأول في 22 نوفمبر 2012. 
المانغا الثانية
| ترتيب المجلد | تاريخ الاصدار  | رقم دولي معياري للكتاب |
| ------------ | -------------- | ---------------------- |
| 1            | 21 نوفمبر 2012 | ISBN 978-4-8401-4753-8 |

### أنيمي
تم عرض أنمي مكون 12 حلقة من إخراج كيتشيرو كاواجوتشي Keiichiro Kawaguchi ، وإنتاج استديو سيلفر لينك، تم بثه في اليابان في الفترة بين 5 أكتوبر و 21 ديسمبر 2012،  وتم بثه لاحقًا بواسطة فنمنشين في أمريكا الشمالية وقامت بعض المواقع العربية بترجمة الانمي الياباني للعربية. الاغنية الافتتاحية للأنيمي هي "Self producer" (منتج الذات) غناء مينوري شيهارا، في حين أن شارة النهاية الخاصة بالأنمي هي "Life-Ru is Love-Ru!! (Lifeる is LOVEる!!) (الحياة هي الحب!) ، من تأليف ليليانا سيسترز من غناء إيبوكي كيدو ومينوري شيهارا وأسامي شيمودا وإيري كيتامورا.
تم إصدار سلسلة الأنمي على أقرص Blu-ray وأقراص DVD في اليابان في 6 مجلدات في الفترة بين ديسمبر 2012   وحتي مايو 2013. 
تم إصدار أقرص Blu-ray وأقراص DVD في أمريكا الشمالية بواسطة شركة فانيمنشين مع ترجمة باللغة الإنجليزية في 31 ديسمبر 2013. جقق السلسلة نجاح جيدًا بما يكفي ليكون بمثابة نجاح مالي للشركة   وهذا قاد الشركة إلى إصدار المزيد من إصدارات أقرص Blu-ray وأقراص DVD المترجمة في المستقبل القريب

### قائمة الحلقات
| ترتيب الحلقات | عنوان الحلقة باليابانية | عنوان الحلقة بالعربية | تاريخ العرض الاصلي |
| ------------- | ----------------------- | --------------------- | ------------------ |
| 1             | おにあい                | أخي                   | 5 أكتوبر 2012      |
| 2             | みだらね                | وقاحة                 | 12 أكتوبر 2012     |
| 3             | ぶらなし                | بدون حمالات صدر       | 19 أكتوبر 2012     |
| 4             | はだかだ                | عارية                 | 26 أكتوبر 2012     |
| 5             | せいかん                | الرغبة الجنسية        | 2 نوفمبر 2012      |
| 6             | まょちき                | دجاجة بالمايونيز      | 9 نوفمبر 2012      |
| 7             | ちっぱい                | أثدية صغيرة           | 16 نوفمبر 2012     |
| 8             | からふる                | نابض بالحيوية         | 23 نوفمبر 2012     |
| 9             | にーにー                | مياو مياو (مواء مواء) | 30 نوفمبر 2012     |
| 10            | ぎんだま                | الكرة الفضية          | 7 ديسمبر 2012      |
| 11            | はかない                | لحظة عابرة            | 14 ديسمبر 2012     |
| 12            | あいだね                | احبك                  | 21 ديسمبر 2012     |

## روابط خارجية
- أوني أي على موقع ANN manga (الإنجليزية)

- الموقع الرسمي
- الموقع الرسمي
- Onii-chan Dakedo Ai Sae Areba Kankei Nai yo ne (light novel) في شبكة أخبار الأنمي